# Коста Милетић
Коста Милетић (Аранђеловац, 21. септембар 1874 — Београд, 1953) био је први школован ваздухопловац у Србији. Завршио је Војну академију као пети у рангу у 25 класи (1892—1895). Био је у пешадијској служби две године, а затим прелази у инжењерију.

## Биографија
Јануара 1901, као најбољи на конкурсу за вадухопловно школовање, је упућен у Техничку ваздухопловну школу у Волковом Пољу код Петровграда и Царског Села. Од 1. фебруара 1901. до 30. октобра 1902. је похађао школу и успешно је завршио као други у рангу. На крају школовања је учествовао на великим маневрима руске војске када је први пут управљао слободним балоном прелетевши нелолико десетина километара са највећом висином лета од 1100 метара.
После повратка у земљу био је распоређен у инжењерско одељење министарства војног где је за кратко време направио пројект за формирање прве балонске чете у српској војсци. Пројект је одложен а Милетић је прекомандован у Ниш где је постављен за командира 3. пионирске чете, где је службовао од 1. 4. 1903. до 1. 1. 1904. године. Целу 1904. годину до 1. 5. 1905. године је био на месту ордонанс официра краља Петра I, на овом месту Милетић је имао прилике да упозна тадашњег Министра војног војводу Радомира Путника са војним ваздухопловством. Након престанка службе на двору Милетић је постављен у железнички одсек главног генералштаба, где је поред редовне службе израдио пројект и правила голубије поште. У периоду до 1908 је у главном генералштабу радио на доста пројеката везаних за набавку разног инжењерског и техничког материјала.
Коста Милетић је био задужен за куповину првих балона за српску војску 1909. године ради формирања балонске чете. Балонска чета је имала три одељења, за сваку армију по једно. Балони су купљени од фабрике Аугуст Редингер из Аугзбурга. Купљен је један везани змај-балон „Дракен“ и два сферна балона. Један је добио име „Србија“, а други „Босна и Херцеговина“. Први лет српског ваздухоплова са српским ознакама се десио 19. априла 1909. године, током преузимања балона, када је капетан Коста Милетић полетео балоном „Србија“.
Ваздухопловна команда српске војске (Краљевине Србије) је успостављена 24. децембра 1912. године. Команда је у својој формацији имала аеропланско одељење са 12 авиона, балонско одељење са два балона један везани и један слободни балон, водоничну централу (станицу за производњу водоника којим су се пунили балони) и вод голубије поште. Летачки састав су сачињавали командант мајор Коста Милетић, три официра и три подофицира обучених у Француској за пилоте током 1912. године. Први војни аеродром у Србији се налазио на Трупалском пољу крај Ниша.
Мајор Коста Милетић је био на челу Ваздухопловне команде у оба Балканска рата и у Првом светском рату до 1916. када је по премештен у инжињерију по сопственом захтеву. По завршетку Првог светског рата 1921. године је пензионисан у чину пуковника. Између два светска рата дуго година је био председник Удружења резервних пилота. Умро је 1953. године у Београду и сахрањен је на Новом гробљу.